# Tephronia aethiopica
Tephronia aethiopica är en fjärilsart som beskrevs av Claude Herbulot 1983. Tephronia aethiopica ingår i släktet Tephronia och familjen mätare. Inga underarter finns listade i Catalogue of Life.